# Lubow Salnikowa
Lubow Władimirowna Salnikowa (ros. Любовь Владимировна Сальникова; ur. 20 maja 1989) – rosyjska zapaśniczka walcząca w stylu wolnym. Dwunasta na mistrzostwach świata w 2012. Dziesiąta na mistrzostwach Europy w 2016. Akademicka wicemistrzyni świata w 2010.
Czwarta w Pucharze Świata w 2011 i 2012; dziewiąta w 2010. Mistrzyni Europy juniorów i wicemistrzyni świata w 2009. Wicemistrzyni Rosji w 2012, trzecia w 2010, 2014, 2015, 2016 i 2017 roku.